# 德維內
46°29′49″N 34°11′49″E / 46.49694°N 34.19694°E
德維內（烏克蘭語：Двійне）是位於烏克蘭南部的村莊，由赫爾松州海尼切斯克區的新特羅伊茨凱市鎮負責管轄。該村始建於1928年，面積37.9平方公里，海拔高度31米，2001年人口546，人口密度每平方公里14.4人。